# Vincent Euvrard
Vincent Euvrard (Veurne, 12 marzo 1982) è un allenatore di calcio ed ex calciatore belga, di ruolo difensore, tecnico del Dender.

## Palmarès

### Giocatore

#### Competizioni nazionali
- Tweede klasse: 1

Sint-Truiden: 2008-2009

### Allenatore

#### Competizioni nazionali
- Tweede klasse: 1

RWDM47: 2022-2023